# Полковник Рейс
Полковник Рейс (англ. Colonel Race) — вигаданий персонаж романів Агати Крісті. Рейс — дуже розумний екс-агент Британської розвідки, він їздить по світу в пошуках міжнародних злочинців. Він є співробітником відділу шпигунства MI5. Це високий, добре складений, засмаглий чоловік. З'являється у чотирьох романах Агати Крісті.
Вперше він з'являється в романі «Людина у коричневому костюмі», шпигунському детективі, події якого розгортаються в Південній Африці. Він також з'являться в двох романах про Еркюля Пуаро «Карти на стіл» і «Смерть на Нілі», де допомагає Пуаро в його розслідуванні. Востаннє він з'являється в романі 1944 року «Блискучий ціанід», де розслідує вбивство свого старого друга. У цьому романі Рейс вже досяг похилого віку.
У 1978 році в фільмі «Смерть на Нілі» полковника Рейса зіграв Дейвід Нівен. У телесеріалі «Пуаро Агати Крісті» його зіграв Джеймс Фокс.